# Richard Wendel
Richard Wendel (* 11. Dezember 1894 in Okarben; † 17. Dezember 1971) war ein hessischer Politiker (CDU) und ehemaliger Abgeordneter des Beratenden Landesausschusses, einem Vorgänger des Hessischen Landtags.
Richard Wendel war Landwirt in Okarben. Nach dem Zweiten Weltkrieg war er Gründungsmitglied der CDU. Für diese war er vom 26. Februar 1946 bis zum 14. Juli 1946 Mitglied des ernannten Beratenden Landesausschusses.